# Kopf (Basketballspielerin)
Kopf (Vorname unbekannt) ist eine ehemalige Schweizer Basketballspielerin.

## Karriere
Kopf nahm mit der Schweizer Basketballnationalmannschaft der Damen an der ersten Europameisterschaft nach dem Zweiten Weltkrieg teil, die Mitte Mai 1950 in Budapest ausgetragen wurde. In den Spielen gegen die Tschechoslowakei (16:70) und die Niederlande (29:30) erzielte die Schweizerin keine Punkte, gegen Italien (18:61), Israel (28:21), Österreich (28:26), Rumänien (27:34) und Belgien (29:32) stand Kopf ausweislich der FIBA-Datenbank schließlich nicht im Schweizer Kader.